# Llista d'asteroides/175801-175900
| Nom      | Designació provisional | Data de descobriment   | Lloc de descobriment | Descobridor/s                    |
| -------- | ---------------------- | ---------------------- | -------------------- | -------------------------------- |
| 175801 - | 1999 RR148             | 9 de setembre de 1999  | Socorro              | LINEAR                           |
| 175802 - | 1999 RT149             | 9 de setembre de 1999  | Socorro              | LINEAR                           |
| 175803 - | 1999 RB155             | 9 de setembre de 1999  | Socorro              | LINEAR                           |
| 175804 - | 1999 RG155             | 9 de setembre de 1999  | Socorro              | LINEAR                           |
| 175805 - | 1999 RQ155             | 9 de setembre de 1999  | Socorro              | LINEAR                           |
| 175806 - | 1999 RE165             | 9 de setembre de 1999  | Socorro              | LINEAR                           |
| 175807 - | 1999 RP165             | 9 de setembre de 1999  | Socorro              | LINEAR                           |
| 175808 - | 1999 RT175             | 9 de setembre de 1999  | Socorro              | LINEAR                           |
| 175809 - | 1999 RU182             | 9 de setembre de 1999  | Socorro              | LINEAR                           |
| 175810 - | 1999 RA187             | 9 de setembre de 1999  | Socorro              | LINEAR                           |
| 175811 - | 1999 RS193             | 7 de setembre de 1999  | Socorro              | LINEAR                           |
| 175812 - | 1999 RG201             | 8 de setembre de 1999  | Socorro              | LINEAR                           |
| 175813 - | 1999 RU207             | 8 de setembre de 1999  | Socorro              | LINEAR                           |
| 175814 - | 1999 RC210             | 8 de setembre de 1999  | Socorro              | LINEAR                           |
| 175815 - | 1999 RC214             | 13 de setembre de 1999 | Kitt Peak            | Spacewatch                       |
| 175816 - | 1999 RZ230             | 8 de setembre de 1999  | Catalina             | CSS                              |
| 175817 - | 1999 RV236             | 8 de setembre de 1999  | Catalina             | CSS                              |
| 175818 - | 1999 SZ                | 16 de setembre de 1999 | Kitt Peak            | Spacewatch                       |
| 175819 - | 1999 TN18              | 14 d'octubre de 1999   | Xinglong             | BAO Schmidt CCD Asteroid Program |
| 175820 - | 1999 TS25              | 3 d'octubre de 1999    | Socorro              | LINEAR                           |
| 175821 - | 1999 TB31              | 4 d'octubre de 1999    | Socorro              | LINEAR                           |
| 175822 - | 1999 TZ36              | 15 d'octubre de 1999   | Anderson Mesa        | LONEOS                           |
| 175823 - | 1999 TA45              | 3 d'octubre de 1999    | Kitt Peak            | Spacewatch                       |
| 175824 - | 1999 TN51              | 4 d'octubre de 1999    | Kitt Peak            | Spacewatch                       |
| 175825 - | 1999 TR56              | 6 d'octubre de 1999    | Kitt Peak            | Spacewatch                       |
| 175826 - | 1999 TF61              | 7 d'octubre de 1999    | Kitt Peak            | Spacewatch                       |
| 175827 - | 1999 TS72              | 9 d'octubre de 1999    | Kitt Peak            | Spacewatch                       |
| 175828 - | 1999 TA95              | 2 d'octubre de 1999    | Socorro              | LINEAR                           |
| 175829 - | 1999 TW98              | 2 d'octubre de 1999    | Socorro              | LINEAR                           |
| 175830 - | 1999 TH103             | 3 d'octubre de 1999    | Socorro              | LINEAR                           |
| 175831 - | 1999 TK117             | 4 d'octubre de 1999    | Socorro              | LINEAR                           |
| 175832 - | 1999 TL119             | 4 d'octubre de 1999    | Socorro              | LINEAR                           |
| 175833 - | 1999 TZ120             | 4 d'octubre de 1999    | Socorro              | LINEAR                           |
| 175834 - | 1999 TC129             | 6 d'octubre de 1999    | Socorro              | LINEAR                           |
| 175835 - | 1999 TB134             | 6 d'octubre de 1999    | Socorro              | LINEAR                           |
| 175836 - | 1999 TZ135             | 6 d'octubre de 1999    | Socorro              | LINEAR                           |
| 175837 - | 1999 TF138             | 6 d'octubre de 1999    | Socorro              | LINEAR                           |
| 175838 - | 1999 TN149             | 7 d'octubre de 1999    | Socorro              | LINEAR                           |
| 175839 - | 1999 TA178             | 10 d'octubre de 1999   | Socorro              | LINEAR                           |
| 175840 - | 1999 TJ185             | 12 d'octubre de 1999   | Socorro              | LINEAR                           |
| 175841 - | 1999 TR192             | 12 d'octubre de 1999   | Socorro              | LINEAR                           |
| 175842 - | 1999 TA200             | 12 d'octubre de 1999   | Socorro              | LINEAR                           |
| 175843 - | 1999 TH205             | 13 d'octubre de 1999   | Socorro              | LINEAR                           |
| 175844 - | 1999 TC216             | 15 d'octubre de 1999   | Socorro              | LINEAR                           |
| 175845 - | 1999 TF234             | 3 d'octubre de 1999    | Socorro              | LINEAR                           |
| 175846 - | 1999 TO285             | 9 d'octubre de 1999    | Socorro              | LINEAR                           |
| 175847 - | 1999 TF293             | 12 d'octubre de 1999   | Socorro              | LINEAR                           |
| 175848 - | 1999 TG295             | 1 d'octubre de 1999    | Catalina             | CSS                              |
| 175849 - | 1999 TA302             | 3 d'octubre de 1999    | Kitt Peak            | Spacewatch                       |
| 175850 - | 1999 TG321             | 11 d'octubre de 1999   | Kitt Peak            | Spacewatch                       |
| 175851 - | 1999 UF5               | 29 d'octubre de 1999   | Socorro              | LINEAR                           |
| 175852 - | 1999 UQ14              | 29 d'octubre de 1999   | Catalina             | CSS                              |
| 175853 - | 1999 UL27              | 30 d'octubre de 1999   | Kitt Peak            | Spacewatch                       |
| 175854 - | 1999 UX43              | 29 d'octubre de 1999   | Catalina             | CSS                              |
| 175855 - | 1999 UV47              | 30 d'octubre de 1999   | Catalina             | CSS                              |
| 175856 - | 1999 UQ56              | 28 d'octubre de 1999   | Catalina             | CSS                              |
| 175857 - | 1999 UZ59              | 31 d'octubre de 1999   | Catalina             | CSS                              |
| 175858 - | 1999 VL                | Oaxaca                 | J. M. Roe            |                                  |
| 175859 - | 1999 VE3               | 1 de novembre de 1999  | Kitt Peak            | Spacewatch                       |
| 175860 - | 1999 VH16              | 2 de novembre de 1999  | Kitt Peak            | Spacewatch                       |
| 175861 - | 1999 VW37              | 3 de novembre de 1999  | Socorro              | LINEAR                           |
| 175862 - | 1999 VC41              | 1 de novembre de 1999  | Kitt Peak            | Spacewatch                       |
| 175863 - | 1999 VA65              | 4 de novembre de 1999  | Socorro              | LINEAR                           |
| 175864 - | 1999 VC65              | 4 de novembre de 1999  | Socorro              | LINEAR                           |
| 175865 - | 1999 VW65              | 4 de novembre de 1999  | Socorro              | LINEAR                           |
| 175866 - | 1999 VV69              | 4 de novembre de 1999  | Socorro              | LINEAR                           |
| 175867 - | 1999 VW86              | 7 de novembre de 1999  | Socorro              | LINEAR                           |
| 175868 - | 1999 VH91              | 5 de novembre de 1999  | Socorro              | LINEAR                           |
| 175869 - | 1999 VD123             | 5 de novembre de 1999  | Kitt Peak            | Spacewatch                       |
| 175870 - | 1999 VU124             | 10 de novembre de 1999 | Kitt Peak            | Spacewatch                       |
| 175871 - | 1999 VV125             | 6 de novembre de 1999  | Kitt Peak            | Spacewatch                       |
| 175872 - | 1999 VN132             | 9 de novembre de 1999  | Kitt Peak            | Spacewatch                       |
| 175873 - | 1999 VL136             | 9 de novembre de 1999  | Socorro              | LINEAR                           |
| 175874 - | 1999 VQ139             | 10 de novembre de 1999 | Kitt Peak            | Spacewatch                       |
| 175875 - | 1999 VG148             | 14 de novembre de 1999 | Socorro              | LINEAR                           |
| 175876 - | 1999 VS153             | 11 de novembre de 1999 | Kitt Peak            | Spacewatch                       |
| 175877 - | 1999 VC168             | 14 de novembre de 1999 | Socorro              | LINEAR                           |
| 175878 - | 1999 VZ168             | 14 de novembre de 1999 | Socorro              | LINEAR                           |
| 175879 - | 1999 VQ182             | 9 de novembre de 1999  | Socorro              | LINEAR                           |
| 175880 - | 1999 VD185             | 15 de novembre de 1999 | Socorro              | LINEAR                           |
| 175881 - | 1999 VJ188             | 15 de novembre de 1999 | Socorro              | LINEAR                           |
| 175882 - | 1999 VG191             | 9 de novembre de 1999  | Socorro              | LINEAR                           |
| 175883 - | 1999 VP200             | 6 de novembre de 1999  | Catalina             | CSS                              |
| 175884 - | 1999 VJ202             | 5 de novembre de 1999  | Socorro              | LINEAR                           |
| 175885 - | 1999 VE211             | 14 de novembre de 1999 | Socorro              | LINEAR                           |
| 175886 - | 1999 VV212             | 12 de novembre de 1999 | Socorro              | LINEAR                           |
| 175887 - | 1999 WL8               | 29 de novembre de 1999 | Monte Agliale        | S. Donati                        |
| 175888 - | 1999 WQ14              | 28 de novembre de 1999 | Kitt Peak            | Spacewatch                       |
| 175889 - | 1999 WJ16              | 29 de novembre de 1999 | Kitt Peak            | Spacewatch                       |
| 175890 - | 1999 XB5               | 4 de desembre de 1999  | Catalina             | CSS                              |
| 175891 - | 1999 XG43              | 7 de desembre de 1999  | Socorro              | LINEAR                           |
| 175892 - | 1999 XJ47              | 7 de desembre de 1999  | Socorro              | LINEAR                           |
| 175893 - | 1999 XN51              | 7 de desembre de 1999  | Socorro              | LINEAR                           |
| 175894 - | 1999 XK54              | 7 de desembre de 1999  | Socorro              | LINEAR                           |
| 175895 - | 1999 XJ122             | 7 de desembre de 1999  | Catalina             | CSS                              |
| 175896 - | 1999 XN134             | 12 de desembre de 1999 | Socorro              | LINEAR                           |
| 175897 - | 1999 XG139             | 6 de desembre de 1999  | Kitt Peak            | Spacewatch                       |
| 175898 - | 1999 XL185             | 12 de desembre de 1999 | Socorro              | LINEAR                           |
| 175899 - | 1999 XW205             | 12 de desembre de 1999 | Socorro              | LINEAR                           |
| 175900 - | 1999 XM217             | 13 de desembre de 1999 | Kitt Peak            | Spacewatch                       |